# Cardwellia
- Commons
- Wikispecies

Cardwellia é um género botânico pertencente à família Proteaceae.